# Air Canada Rouge

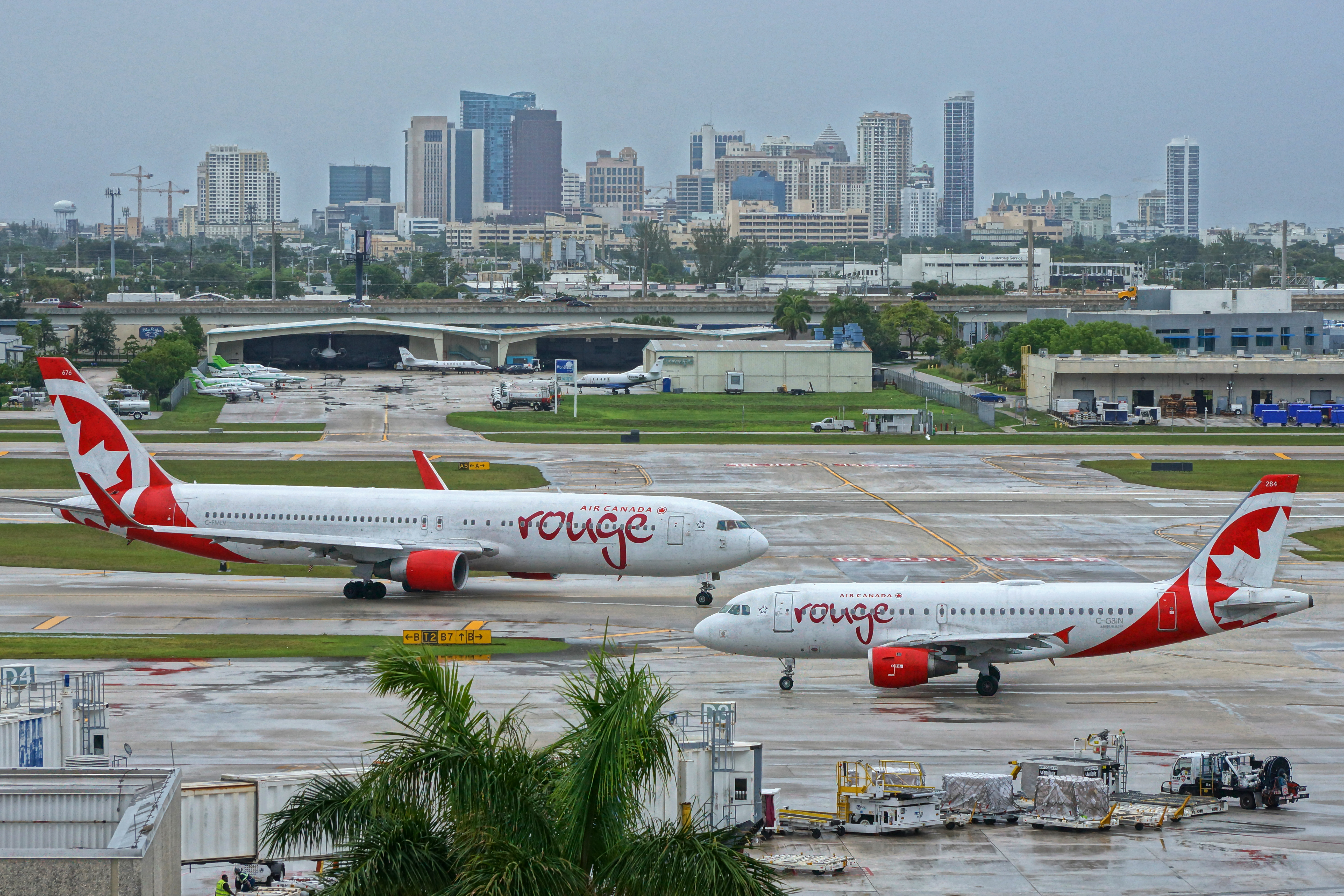
Самолёты Boeing 767-300 и Airbus A319 авиакомпании Air Canada Rouge в аэропорту Форт-Лодердейл/Холливуд

Air Canada Rouge — бюджетная канадская авиакомпания. Является дочерней компанией Air Canada. Базируется в аэропорту Торонто и аэропорту Монреаля.

## История
В начале октября 2012 стало известно о планах Air Canada создать новую бюджетную авиакомпанию, которая будет активно взаимодействовать с туристическим подразделением Air Canada Vacations.
В декабре 2012 года авиакомпания Air Canada представила свою дочернюю авиакомпанию Air Canada Rouge. Первые полёты были запланированы на июль 2013 года. Основной акцент сделан на туристических направлениях и конкуренции с авиакомпаниями Transat, Sunwing и WestJet Airlines. Изначально планировалось, что Air Canada Rouge будет выполнять полёты в Европу и Центральную Америку, в том числе в страны карибского бассейна.
Однако в 2014 году авиакомпания стала совершать больше полётов внутри страны. Это был один из шагов по сокращению расходов группы Air Canada.
В 2019 году Air Canada Rouge начинает заменять Air Canada Express на маршрутах в Восточной Канаде.
В марте 2020 года из-за пандемии коронавируса авиакомпания Air Canada приостановила большинство своих полётов и уволила более 5000 сотрудников, среди которых все бортпроводники авиакомпании Air Canada Rouge.

## Флот
Флот авиакомпании Air Canada Rouge на июль 2021 года состоял из 39 самолётов. Средний возраст воздушных судов — 15,9 лет: